# Ligne 93 du tramway de Bruxelles (1931-2007)
Pour les articles homonymes, voir Ligne 93.
Ne doit pas être confondu avec Ligne 93 du tramway de Bruxelles.
La ligne 93 est une ancienne ligne de tramway du tramway de Bruxelles qui a fonctionné entre le 3 septembre 1931 et le 30 juin 2007.

## Histoire
La ligne est mise en service le 3 septembre 1931 entre la place de la Paix à Evere et la place Georges Brugmann à Ixelles.
Le 19 mars 1968 lors de la cinquième phase de restructuration du réseau de tramway bruxellois, le terminus est déplacé de la place de la Paix à Evere à la gare de Schaerbeek en remplacement de la ligne 2 entre la place Pogge et la gare,.
Le 14 août 1985, la section Bruxelles Place des Palais - Ixelles Place Georges Brugmann est supprimée entrainant la fermeture à tout-trafic des sections Bruxelles Place des Palais - Ixelles Place Eugène Flagey et Bruxelles Rue du Bailli / Rue de Livourne - Ixelles Place Georges Brugmann, la ligne est déviée depuis la place des Palais vers l'arrêt Legrand par les rues Royale et de la Régence, la place Poelaert et l'avenue Louise. L'ancienne section vers la place Georges Brugmann est reprise par une nouvelle ligne d'autobus sous l'indice 37.
Le 14 novembre 1986, la ligne est prolongée de l'arrêt Legrand à la place Marie-José à Ixelles, elle devient par la même occasion une ligne de renfort des lignes 92 et 94, elle ne roule plus le dimanche et le soir après 19h30.
Le 13 avril 2007, le terminus est déplacé de la place Marie-José à Ixelles à l'arrêt Legrand. Le 30 juin, la ligne est supprimée.

## Matériel roulant
- Automotrices type 2000 ;
- Automotrices type 7000/7100 ;
- Automotrices type (7500) 7700/7800 ;
- Automotrices type 9000 ;
- Automotrices type Standard.